# Tyrant
Tyrant (iz engleskog - tiranin), izmišljeno je čudovište iz japanskog horor serijala videoigara Resident Evil. Prvi se put spominje u Resident Evil 1 1996. godine; njegova inačica T-002.
S vremenom Tyranti postaju najveći negativci u serijalu (uz Alberta Weskera) i jedni od najpoznatijih negativaca u svijetu video-igara.
Oni su stvorenja izložena velikoj količini Progenitor virusa (ili jednog od njegovih inačica - t-,g- i c-virusi).
Izutetno snažni i opasni, veoma ih je teško ubiti.

## Vrste i pojavljivanja
Prvi Tyrant kojeg susrećemo je T-002. U prvoj igrici, njega pusti iz kapsule Albert Wesker, a ubiju ga Jill, Chris, Barry i Rebecca.
U Resident Evil 2 upoznajemo se s prvim G-virus Tyrantom - Williamom Birkinom. Ubiju ga Claire i Leon. Pojavljuje se i T-103, prvi masovno proizvođeni Tyrant. Ubiju ga Leon i Ada.
U Resident Evil 3: Nemesis susrećemo Nemesisa: Tyranta NE alfa-tip virusa. Najopasniji je i najpoznatiji Tyrant u serijalu. Za razliku od većine ostalih, inteligentan je i koristi oružje. Ubije ga Jill.
U Resident Evil: Code Veronica možemo vidjeti 2 Tyranta: Bandersnatcha i T-078.
Prvi Tyrant - T-001 - se pojavljuje u Resident Evil 0. Slučajno oslobođen - poraze ga Rebecca i Billy, a ubije Wesker.
091, prvi t+g virus Tyrant se pojavljuje u RE: Dead Aim. Ubije ga Bruce McGivern.
Hypnos T-tip se pojavljuje u RE: Survivor. Ubije ga Ark Thompson.
U spin-offu Outbreak se pojavljuju Tyrant R (ubije ga Ada Wong) i Thanatos.
Ivan - 2 Tyranta tjelohranitelja Umbrellinog operativca Sergeia Vladimira. Izuzetno inteligenti - verzija T-103. Ubije ih Wesker (RE: Umbrella Chronicles).
T.A.L.O.S. - teško naoružani Tyrant kojeg ubiju Chris i Jill (RE: Umbrella Chronicles).